# Dichelus
Dichelus är ett släkte av skalbaggar. Dichelus ingår i familjen Melolonthidae.

## Dottertaxa tillDichelus, i alfabetisk ordning[1]
- Dichelus acanthopus
- Dichelus albolineatus
- Dichelus andreaei
- Dichelus collaris
- Dichelus denticeps
- Dichelus dentipes
- Dichelus duplosquamosus
- Dichelus expansus
- Dichelus expositus
- Dichelus femoratus
- Dichelus flavimanus
- Dichelus flavipennis
- Dichelus fulvipennis
- Dichelus holosericeus
- Dichelus holosquamosus
- Dichelus kochi
- Dichelus laticollis
- Dichelus lucidus
- Dichelus luctuosus
- Dichelus lugubris
- Dichelus minimus
- Dichelus minor
- Dichelus niger
- Dichelus nitidissimus
- Dichelus pallidipennis
- Dichelus peringueyi
- Dichelus platynomus
- Dichelus pseudoluctuosus
- Dichelus pseudovittatus
- Dichelus purelli
- Dichelus simplicipes
- Dichelus subpilosus
- Dichelus tibialis
- Dichelus villosus
- Dichelus vittatus
- Dichelus zuluanus